# Belgisk franc
Belgisk franc (BF - Belgische Frank) var den valuta som användes i Belgien fram till införandet av euron 2002. Valutakoden var BEF. 1 Franc var = 100 cent.
Valutan infördes 1832 och ersatte den tidigare tillfälliga nederländska gulden. Samarbetet inleddes med den luxemburska francen genom en fast växelkurs såväl vid bildandet av den Latinska myntunionen och även i tiderna därefter fram till införandet av euron.
Vid övergången till euro fastställdes slutkursen 2002 till 1 EUR = 40,3399 BEF.

## Användning
Valutan gavs ut av Nationale Bank van België - NBB som grundades 1850. NBB har huvudkontoret i Bryssel / Bruxelles och är medlem i Europeiska centralbankssystemet.
Med kolonialismen och första världskriget erövrade Belgien territorier i Afrika och francs spreds dit, och ännu efter självständighet har ett antal länder "franc" som namn på sin valuta. 

## Valörer
- mynt: fanns i 1, 5, 10, 20 och 50 Franc
- underenhet: fanns i 50 cent
- sedlar: fanns i 100, 200, 500, 1000, 2000 och 10.000 BEF